# Station Gniewskie Pole Kolonia
Station Gniewskie Pole Kolonia is een spoorwegstation in de Poolse plaats Gniewskie Pole.